# كيت بيتن
كيت بيتن هي صحفية صومالية، ولدت في 13 ديسمبر 1965 في بوري سانت ادموندز في المملكة المتحدة، وتوفيت في 9 فبراير 2005 في مقديشو في الصومال.